# Pyrrhorachis viridescens
Pyrrhorachis viridescens är en fjärilsart som beskrevs av Louis Beethoven Prout 1934. Pyrrhorachis viridescens ingår i släktet Pyrrhorachis och familjen mätare. Inga underarter finns listade.